# Bol (Schwäbische Alb)
Der Bol ist mit 1002,3 m ü. NHN der achthöchste Berg der Schwäbischen Alb. Er erhebt sich etwa 1,5 km östlich der Ortsmitte von Deilingen, einer Gemeinde im baden-württembergischen Landkreis Tuttlingen, die im Obertal des zur Unteren Bära fließenden Mühlbachs liegt, auf der Hochebene des Großen Heubergs und zählt zur sogenannten Region der 10 Tausender. Zusammen mit dem knapp unter der Tausendergrenze bleibenden Ortenberg im Nordwesten, dem Rainen im Nordosten, dem Montschenloch im Westen und dem Wandbühl im Süden bildet er eine nahe beieinander stehende Gruppe von Erhebungen auf der Hochfläche oberhalb von Deilingen, deren Glieder von Ortsunkundigen nicht leicht voneinander unterschieden werden können.
Auf der Gipfelkuppe des Bols, die sich meist weniger als 40 Höhenmeter über die unmittelbare Umgebung erhebt – außer gegen den Rainen im Nordosten zu, der durch einen Seitentaleinschnitt des Harrasbachs abgetrennt ist, und im Osten, wo dieser Bach selbst im Hölltäle entspringt – steht ein Fichtenwald, weshalb sie keine Aussicht bietet. Ein Wanderweg führt am Gipfel vorbei, an dessen höchstem Punkt eine Markierung angebracht ist. Unterhalb der Kuppe ist an der Deilinger Kapelle auf der nördlich anliegenden Bergwiese neben der K 7159 Deilingen–Obernheim ein Rastplatz mit Feuerstelle angelegt.

## Schutzgebiete
Der Bol gehört naturräumlich gesehen zur Hohen Schwabenalb. Die Bergkuppe liegt im Wasserschutzgebiet Teich- und Hesselbohlquellen, im Landschaftsschutzgebiet Landschaftsteile auf den Gemarkungen Deilingen und Wehingen, im FFH-Gebiet Großer Heuberg und Donautal, im Vogelschutzgebiet Südwestalb und Oberes Donautal und im Naturpark Obere Donau.

## Galerie

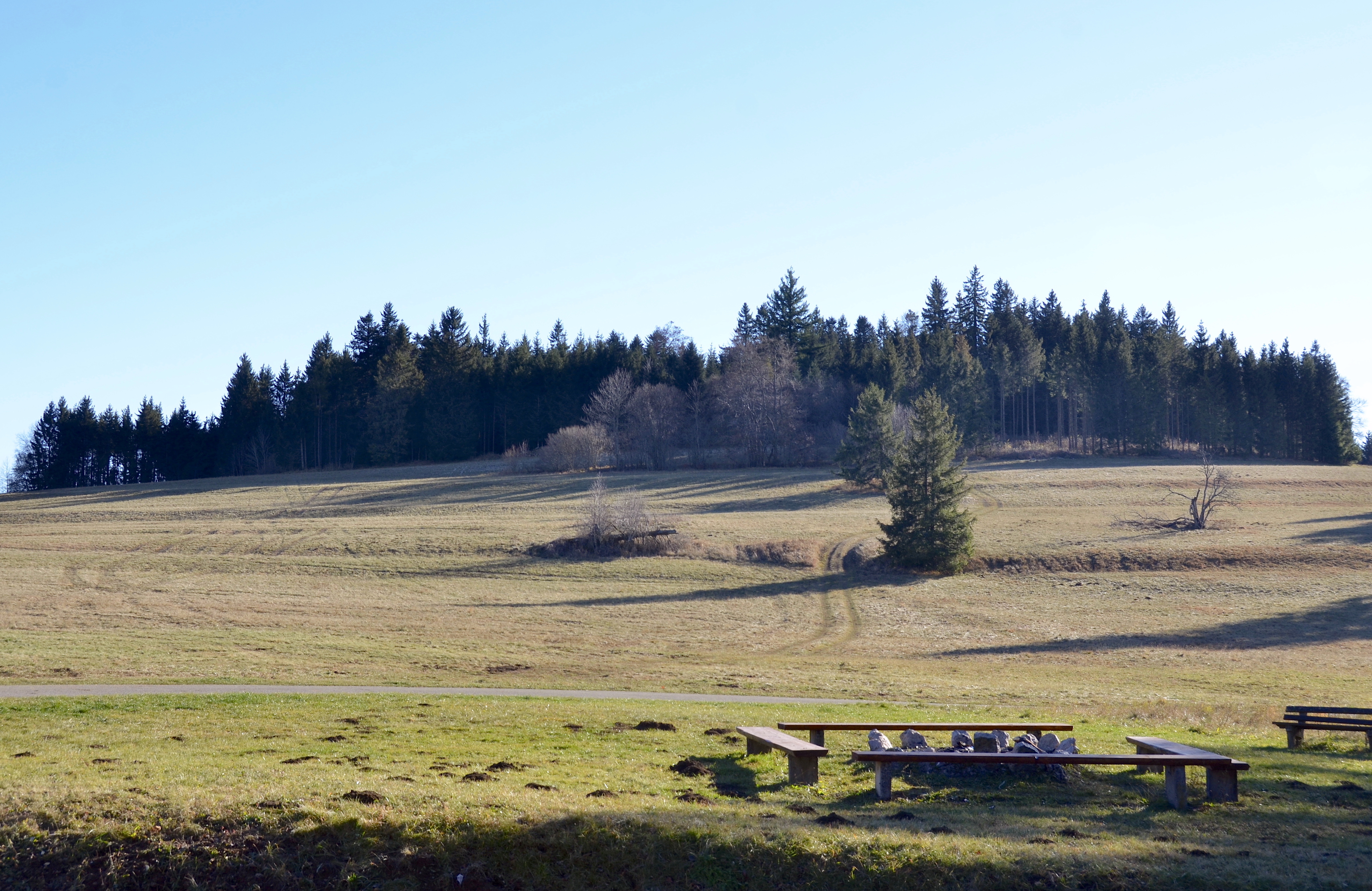
Die bewaldete Gipfelkuppe des Bols, unterhalb davon eine Grillstelle
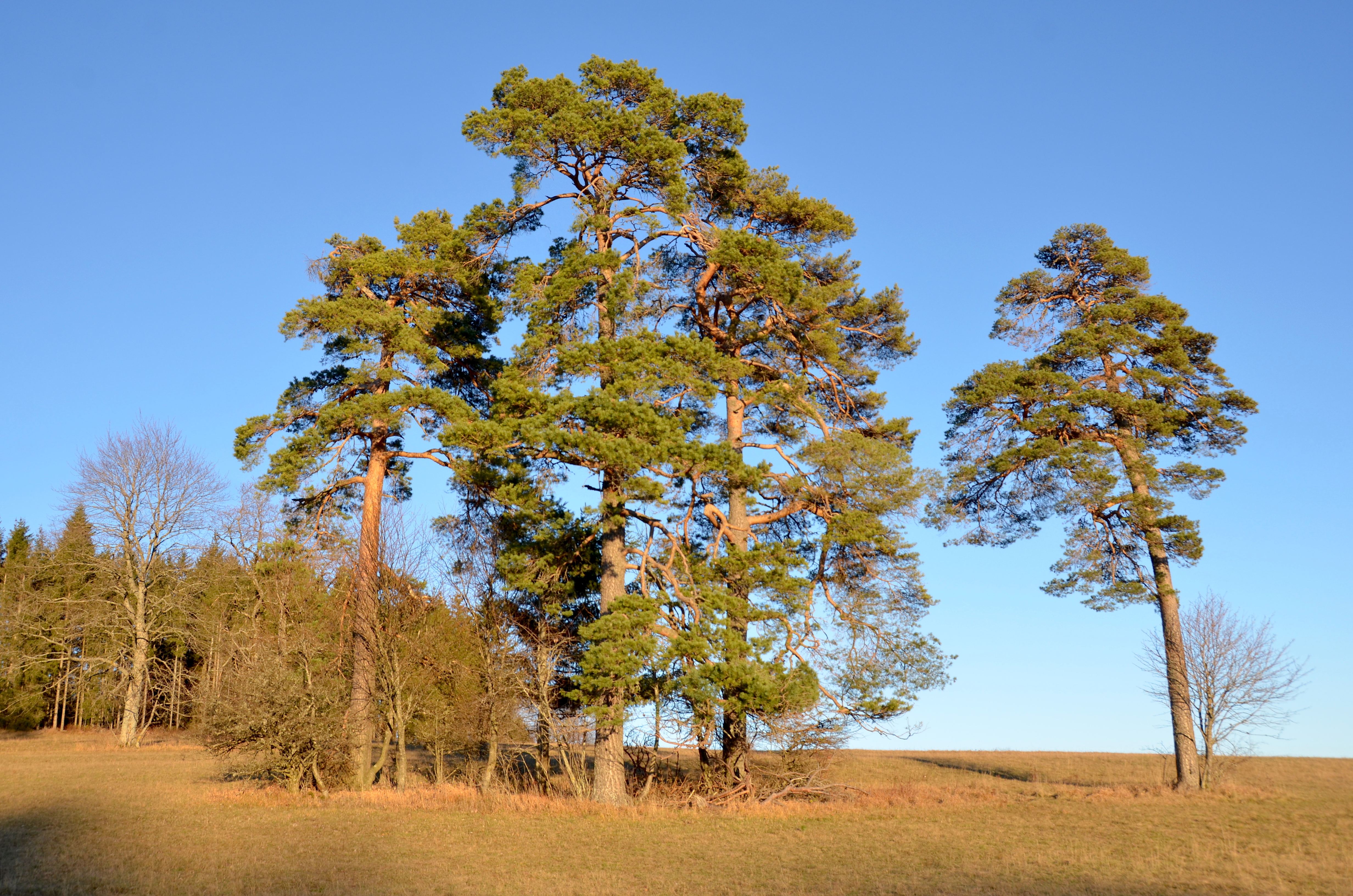
Waldkiefern am Westhang des Bols